# Людовик-Александр де Бурбон
Людовик-Александр де Бурбон (фр. Louis-Alexandre de Bourbon; 6 червня 1678 — 1 грудня 1737) — французький аристократ, військовий діяч часів короля Людовика XIV. Адмірал Франції.

## Життєпис
Походив з королівської династії Бурбонів. Позашлюбний син Людовика XIV та фаворитки Франсуази де Монтеспан. У 1681 році отримав титул графа Тулузького, у 1683 році, після смерті зведеного брата Луї де Бурбона, графа Вермандуа, отримав посаду адмірала Франції. У 1684 році став полковником піхотного полку.
У 1689 році призначений губернатором Гієні, у 1693 році командував кавалерійським полком і став кавалером Ордену Святого Духа. У 1695 році призначений губернатором Бретані. У 1696 році отримав військове звання польового маршала (генерал-майора), у 1697 році — генерал-лейтенанта. Тоді Луї-Александр став герцогом Пентев'єрським. Під час Війни Аусбурзької ліги відзначився під час облоги Намюра у 1698 році.
З початком Війни за іспанську спадщину займався обороною Сицилії. У 1704 році на чолі французького флоту завдав поразки у битві при Малазі (Іспанія) англо-голландському флоту під головуванням Джорджа Рука. За це отримав орден Золотого Руна. У 1711 році став герцогом Рамбуйє, герцогом де Дамвіль та герцогом д'Арк. У 1712 році отримав титул герцога Вандома.
У зв'язку зі смертю сина та онуків король Людовик XIV у 1714 році зрівняв Луї-Александра із законними дітьми й надав йому титул принца крові. Передбачалося, що у разі смерті останнього онука, майбутнього Людовика XV, на трон можуть претендувати позашлюбні діти короля. Того ж року король надав йому почесне звання великого мисливчого Франції.
Після того, як загроза смерті спадкоємця минула й було оголошено Людовика XV королем при регенті Філіпові Орлеанському Паризький парламент у 1717 році скасував наказ короля Людовика XIV від 1714 року. З 1715 року Луї-Александр був у складі регентської ради. У 1718 році Людовик-Александр очолив Морську раду. На цій посаді він перебував до 1722 року.
Останні роки провів у своєму замку Рамбуйє, де й помер 1 грудня 1737 року.

## Родина
Дружина — Марія-Вікторія-Софі (1688—1766), донька герцога Анн-Жюле де Ноайля, маршала і пера Франції
Діти:
- Луї-Жан-Марі (1725—1793)

Коханка — Мадлен д'Омон
Діти:
- Луї-Александр (1720—д/н)
- Філіп-Огюст (1721—1795)